# Ball de Dames i Vells
El Ball de Dames i Vells s'inscriu en la tradició dels entremesos burlescos d'origen tardomedieval. Basat en l'enfrontament de matrimonis malavinguts a causa de la disparitat d'edat (homes decrèpits, gasius i enganyats versus dones joves, lascives i procaces), serveix per fer sàtira de costums i crítica de les autoritats. Les primeres notícies del ball corresponen a Tarragona (1514), Reus (1533), Valls (1635) i Montbrió del Camp (1698). Al segle xix apareix al Penedès una variant amb el nom de Ball dels Malcasats, que presenta més complexitat en el tractament dels personatges i hi incorpora les diferències socials. En l'actualitat, el ball surt a les festes majors de Tarragona, Reus, Constantí, el Vendrell i Vilafranca del Penedès, i per Carnaval a Vilanova i la Geltrú. Antigament també es troba documentat a Alcover, l'Arboç, Mont-roig del Camp, Porrera, Riudoms, la Secuita, la Selva, Solivella i Torredembarra.
El contingut dels parlaments del Ball de Dames i Vells té l'objectiu de ridiculitzar i criticar qualsevol forma de mal govern, ja sigui en l'àmbit local, estatal o internacional, i de presentar aquesta denúncia d'una manera àgil, mordaç i graciosa, tot apel·lant a la complicitat del públic. La utilització de la varietat lingüística pròpia del lloc de la representació i l'actualitat dels temes tractats en els parlaments contribueixen a la popularitat d'un ball que destaca per la voluntat de transgressió reflectida en el llenguatge, la caracterització i la gestualitat dels personatges que hi intervenen.